# Purcell (Oklahoma)
Purcell – miasto w Stanach Zjednoczonych, w stanie Oklahoma, w hrabstwie McClain.